# Oospila congener
Oospila congener là một loài bướm đêm trong họ Geometridae.